# گرت اکبو
گرت اکبو (انگلیسی: Garrett Eckbo; ۲۸ نوامبر ۱۹۱۰ – ۱۴ مهٔ ۲۰۰۰) معمار منظر اهل ایالات متحده آمریکا بود.